# Vital Borkelmans
Vital Philomene Borkelmans (* 1. Juni 1963 in Maaseik) ist ein ehemaliger belgischer Fußballspieler und heutiger -trainer.

## Spielerkarriere

### Verein
Borkelmans begann seine Karriere 1979 in der Jugend von Patro Eisden Maasmechelen. Dort rückte er 1982 in die erste Mannschaft auf. 1984  gelang dem Klub der Aufstieg in die zweithöchste Liga. 1986 wechselte Borkelmans zum Erstligisten KSV Waregem.
Nach drei Jahren in Waregem schloss er sich dem FC Brügge an. Für diesen Klub bestritt er in elf Jahren 348 Ligaspiele, in denen er 23 Tore erzielte. Mit Brügge gewann er vier belgische Meisterschaften, dreimal den belgischen Pokal und sechsmal den Supercup.
Von 2000 bis 2002 spielte er für KAA Gent. Anschließend kehrte er nach Brügge zurück und spielte zwei Jahre für den Zweitligisten Cercle Brügge, mit dem er 2003 in die erste Liga aufstieg. 2004 verließ er Cercle Brügge und beendete ein Jahr später seine Karriere beim Drittligisten KFC Evergem-Center.

### Nationalmannschaft
Neben einem Einsatz in der belgischen U-21-Nationalmannschaft bestritt Borkelmans 22 Spiele für die belgische A-Nationalmannschaft, in denen er ohne Torerfolg blieb.
Er nahm an den Weltmeisterschaften 1994 in den USA und 1998 in Frankreich teil.
1994 kam er in zwei Vorrundenspielen zum Einsatz. Beim 1:0-Sieg gegen Marokko wurde Borkelmans in der 85. Minute für Danny Boffin eingewechselt. Gegen die Niederlande, die mit demselben Ergebnis geschlagen wurden, stand er in der Startelf und wurde in der 61. Minute gegen Rudi Smidts ausgewechselt.
Bei der Fußball-Weltmeisterschaft 1998 wurde er in allen drei Spielen über die volle Spieldauer eingesetzt. Nach drei Unentschieden gegen die Niederlande, Mexiko und Südkorea schied Belgien bereits nach der Vorrunde aus.

## Trainerkarriere
Nachdem Borkelmans seine Spielerkarriere 2005 beim KFC Evergem-Center beendet hatte, trainierte er den Klub bis Oktober 2006. Zu Beginn der Saison 2007/08 übernahm er den unterklassigen KSC Blankenberge, bei dem er Anfang Oktober 2007 entlassen wurde. Im Januar 2010 übernahm Borkelmans den belgischen Zweitligisten FCV Dender EH. Nach dem Abstieg in die dritte Liga 2012 endete die Zusammenarbeit.
Von 2012 bis 2016 war er Co-Trainer der belgischen Nationalmannschaft unter Marc Wilmots. 2018 übernahm er das Amt des Trainers der jordanischen Nationalmannschaft, von dem er im Juni 2021 zurücktrat, nachdem die Qualifikation für die Fußball-Weltmeisterschaft 2022 verpasst wurde.

## Erfolge
- Belgischer Meister: 1989/90, 1991/92, 1995/96 und 1997/98
- Belgischer Fußballpokal: 1991, 1995 und 1996
- Belgischer Supercup: 1990 bis 1992, 1994, 1996 und 1998